# Tucows
Tucows ( TSX : TC), acronyme de The Ultimate Collection of Winsock Software (de l'anglais : Collection ultime de logiciel Winsock) est un site web formé à Flint Michigan dans les années 1990. Il est, en 2005, situé à Toronto, Canada.

## Activités actuelles
Tucows est le deuxième plus important registraire de nom de domaine au monde.
Ting Fiber Inc (filiale internet sur fibre) est toujours exploitée par Tucows pour un service d'internet sur fibre optique dans plusieurs villes américaines.

## Anciennes activités
Le site contenait des centaines de shareware, freeware et demo prêts à être téléchargés. Un système de sites miroirs était maintenu pour distribuer le trafic des téléchargements sur différents serveurs webs dans le monde. Malgré son nom ( prononcé " two cows" ), Tucows contenait également des logiciels pour les plateformes Linux et Macintosh ainsi que pour d'anciennes versions de Microsoft Windows (surtout les séries Windows 3.x).
La mascotte de Tucows était composée de deux têtes de vaches se regardant. Le système de notation du site utilisait également des icônes reprenant une tête de vache. Certains pensent que Tucows est une rétroacronymie de You have two cows.
En 2012, Tucows a aussi créé Ting, un opérateur de réseau mobile virtuel (MNVO) aux États-Unis, vendu ensuite à DISH en 2020.

## Histoire
En 2010, l'entreprise revendique 10 millions de noms de domaine en gestion.
En février 2012, alors que son activité d'hébergement/téléchargement de logiciels se déprécie, Tucows lance le service mobile Ting disponible sur le réseau américain Sprint.
En janvier 2017, Tucows rachète le registrar eNom (14,5 millions de noms de domaine en gestion) s'établissant comme étant le deuxième plus gros registraire au monde et premier service de revendeur de domaine au monde.
En avril 2018, Tucows revend 10% de son portefeuille de noms de domaine utilisé pour de la publicité à GoDaddy pour US$2 millions.
En juin 2019, l'Université Notre-Dame-du-Lac déclare avoir racheté "une grande partie" des actions de Tucsow.
En août 2019, Tucows annule l'enregistrement du nom de domaine de 8chan à son service de registrar à cause de messages haineux partagés sur le site à la suite de la fusillade d'El Paso.
Fin 2019, l'entreprise vend l'ensemble de son portefeuille de domaine ( pour US$3,2 millions de noms de domaine ) du marché secondaire à GoDaddy et acquiert le registraire Ascio (1,8 million de noms de domaine en gestion) pour ce placer comme le principal système de registraire pour les revendeur en opérant OpenSRS + Enom + Ascio .

## Principaux actionnaires
Au 22 mars 2020.
| Investmentaktiengesellschaft für langfristige Investoren | 30,3% |
| Cowen Investment Advisors                                | 11,4% |
| Elliot Noss                                              | 6,95% |
| CLS Investments                                          | 5,96% |
| Roark, Rearden & Hamot Capital Management                | 5,66% |
| T. Rowe Price Associates                                 | 4,27% |
| Fidelity Management & Research                           | 4,24% |
| Van Berkom & Associates                                  | 4,12% |
| Renaissance Technologies                                 | 4,04% |
| Brad R. Burnham                                          | 3,33% |